# Max Förster (Bauingenieur)
Max Förster, auch häufig Max Foerster, (* 9. Juni 1867 in Grünberg in Schlesien; † 12. Juni 1930 in Dresden) war ein deutscher Bauingenieur, Hochschullehrer und sächsischer Politiker.

## Leben
Der Sohn des Tuchfabrikanten und Lokalhistorikers August Förster (1837–1915) studierte Bauingenieurwesen an der Technischen Hochschule (Berlin-)Charlottenburg. 1892 erhielt er den Schinkelpreis. Ab 1896 war er wissenschaftlicher Assistent für Brückenbau und Statik der Baukonstruktionen bei Georg Christoph Mehrtens an der Technischen Hochschule Dresden (THD), an der dann von 1900 bis zu seinem Tod als Professor für Bauwissenschaften lehrte. Sein Bruder, der bekannte Chemiker Fritz Foerster lehrte ebenfalls an dieser Hochschule.
Max Foerster wurde 1917 für den verstorbenen Friedrich Albert Maximilian Kuntze als Abgeordneter der Nationalliberalen Partei in den 24. ländlichen Wahlkreis der Zweiten Kammer des Sächsischen Landtags nachgewählt, dem er bis 1918 angehörte.
Max Förster war der erste Bauingenieur an einer deutschen Technischen Hochschule, der Vorlesungen explizit zum sich damals durchsetzenden Baustoff Stahlbeton hielt (1905). Er starb 1930 in Dresden und seine Asche wurde auf dem Urnenhain Tolkewitz beigesetzt.

## Schriften
- Balkenbrücken in Eisenbeton.
- Die Eisenkonstruktionen der Ingenieur-Hochbauten.
- Die Grundzüge des Eisenbetonbaus.
- als Herausgeber: Taschenbuch für Bauingenieure, 2 Bände, 5. Auflage, Berlin 1928.

## Ehrungen
- Ritter 1. Klasse des königlich sächsischen Verdienstordens[3]
- Komtur 2. Klasse des königlich sächsischen Albrechts-Ordens[3]
- königlich sächsisches Kriegsverdienstkreuz[3]
- Ritter 2. Klasse des österreichischen Ordens der Eisernen Krone[3]
- königlich preußische Rote Kreuz-Medaille[3]
- türkische Verdienstmedaille vom Roten Halbmond in Silber[3]